# Чжаньхуа
Чжаньхуа́ (кит. упр. 沾化, пиньинь Zhānhuà) — район городского подчинения городского округа Биньчжоу провинции Шаньдун (КНР).

## История
При империи Тан в 688 году здесь появился посёлок Чжаоань (招安镇) уезда Бохай (渤海县). При империи Северная Сун в 1042 году окрестности посёлка были выделены в отдельный уезд — так появился уезд Чжаоань (招安县). В 1073 году уезд Чжаоань был присоединён к уезду Бохай, но в 1079 году создан вновь. В 1126 году эти земли были завоёваны чжурчжэньской империей Цзинь, а в 1195 году уезд Чжаоань был переименован в Чжаньхуа (沾化县).
В 1950 году был образован Специальный район Хуэйминь (惠民专区), и уезд вошёл в его состав. В 1958 году Специальный район Хуэйминь был объединён с городом Цзыбо в Специальный район Цзыбо (淄博专区), при этом к уезду Чжаньхуа был присоединён уезд Лицзинь. В 1961 году Специальный район Хуэйминь был восстановлен, а уезд Лицзинь вновь выделен из уезда Чжаньхуа. В 1967 году Специальный район Хуэйминь был переименован в Округ Хуэйминь (惠民地区). В 1992 году округ Хуэйминь был переименован в округ Биньчжоу (滨州地区).
В 2000 году постановлением Госсовета КНР округ Биньчжоу был расформирован, а вместо него был образован городской округ Биньчжоу.
9 сентября 2014 года уезд Чжаньхуа был преобразован в район городского подчинения.

## Административное деление
Район делится на 2 уличных комитета, 7 посёлков, 2 волости и 1 приморский комитет.

## Экономика
В посёлке Биньхай развиты такие отрасли экономики, как солнечная и ветряная энергетика, производство морепродуктов, добыча брома и соли из морской воды.

### Сельское хозяйство

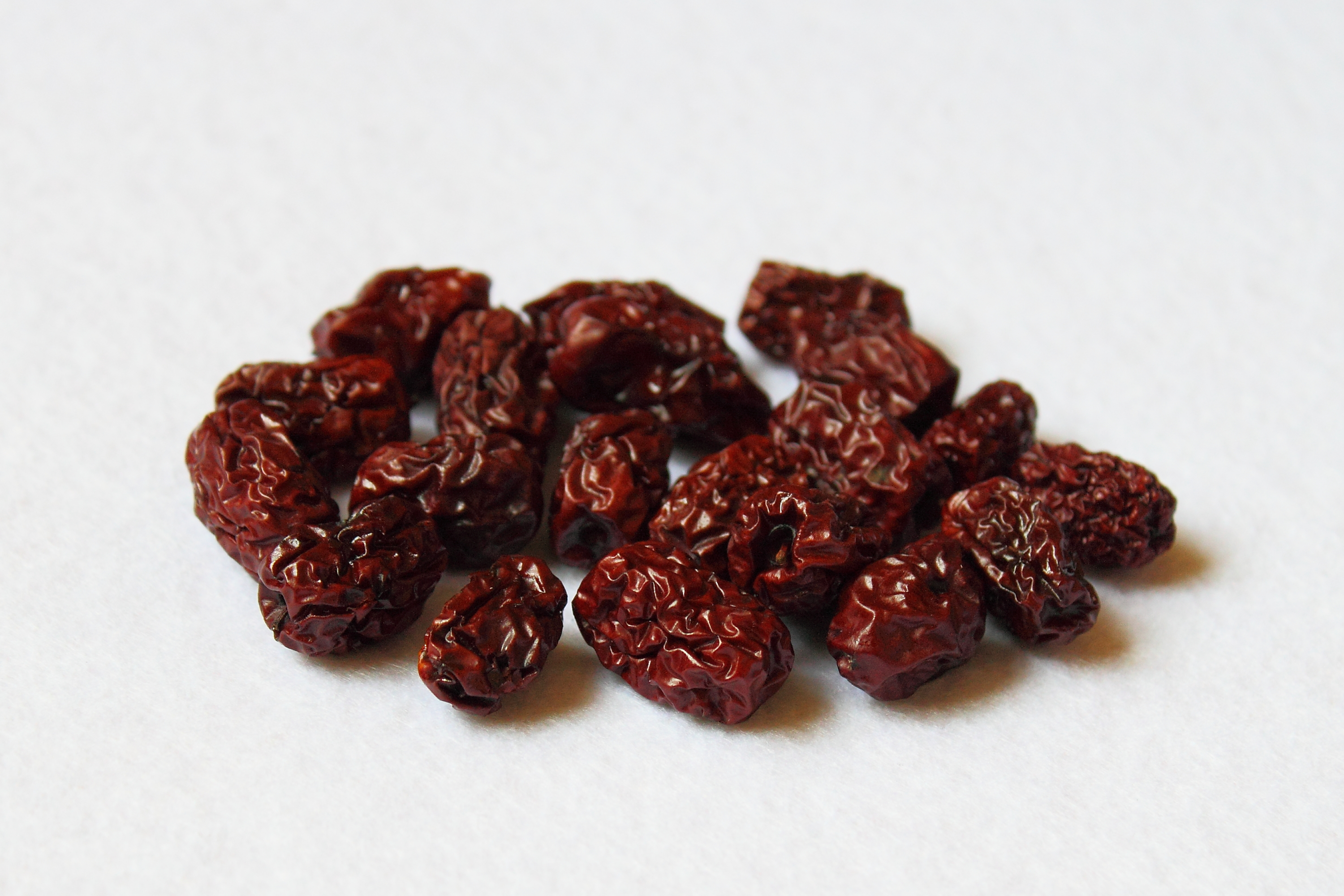
Финики из Чжаньхуа

Чжаньхуа является крупным центром выращивания и переработки китайских фиников. По состоянию на 2023 год общая площадь плантаций китайского финика в районе составляла около 200 кв. км; объем производства плодов достиг 285 тыс. тонн, а общая стоимость продукции превысила 5 млрд юаней (685,5 млн долл. США). Из Чжаньхуа финики экспортируются в США, Канаду, Таиланд, Малайзию, Сингапур и Нидерланды. Кроме того, из плодов и древесины зизифуса в районе изготавливают мед, вино, чай и деревянные резные изделия.